# Chassalia elongata
Chassalia elongata är en måreväxtart som beskrevs av John Hutchinson och John McEwan Dalziel. Chassalia elongata ingår i släktet Chassalia och familjen måreväxter. Inga underarter finns listade i Catalogue of Life.